# Bossut
Bossut (Nederlands: Bossuit) is een dorp in de Belgische provincie Waals-Brabant. Het ligt in Bossut-Gottechain, een deelgemeente van Graven. Bossut ligt in het westelijk deel van de Bossut-Gottechain (Bossuit-Gruttekom).

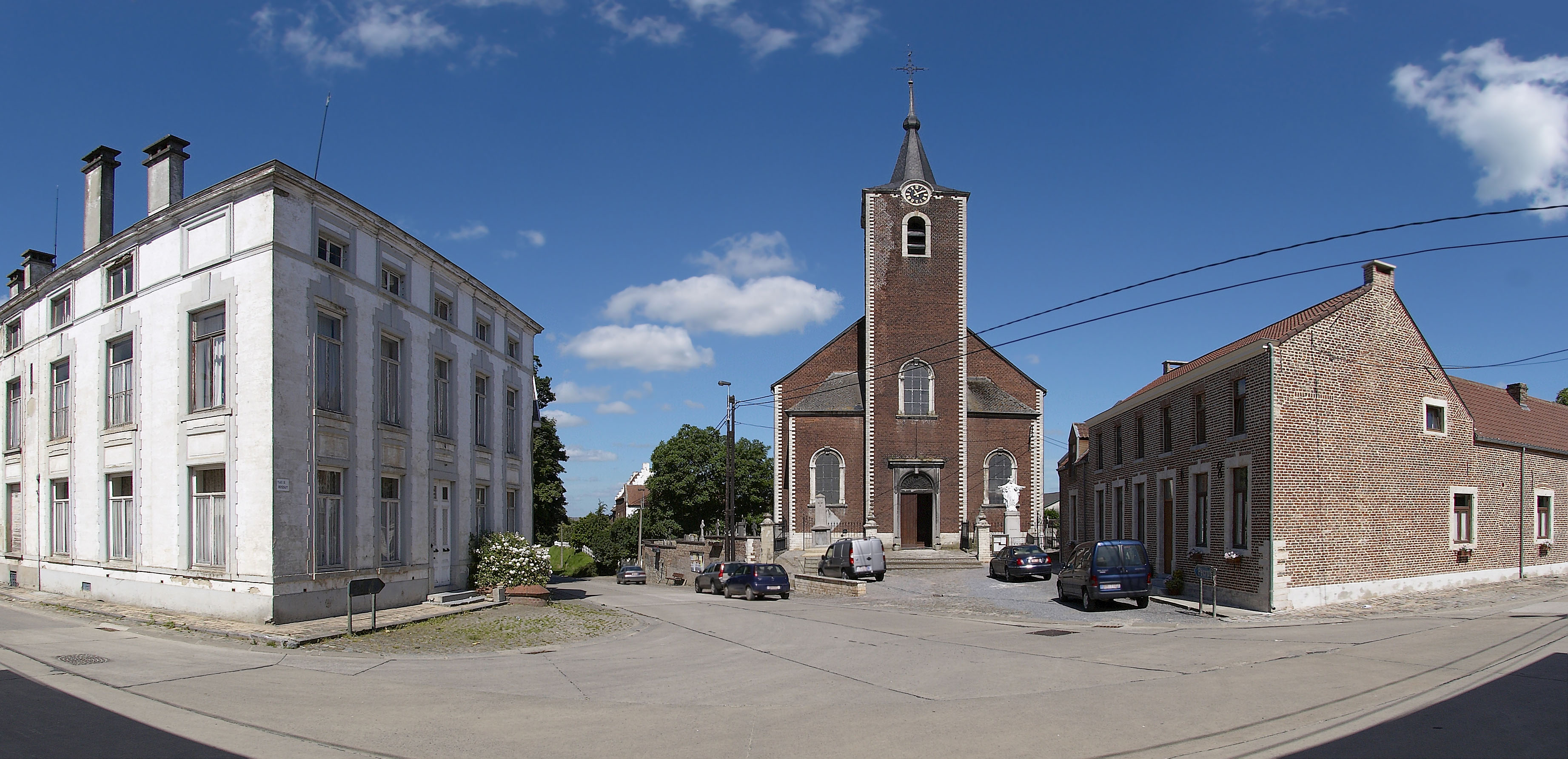
Zicht op Bossut

## Opmerking
Bossut moet niet verward worden met het West-Vlaamse dorp Bossuit.

## Geschiedenis
Op het eind van het ancien régime werd Bossut een gemeente. In 1811 werd de gemeente al opgeheven en samengevoegd met Gottechain tot de nieuwe gemeente Bossut-Gottechain.
De plaats wordt vermeld als Boschuit in het Algemeen Nederduitsch en Friesch Dialecticon uit 1874, als liggende op de taalgrens.

## Bezienswaardigheden
- De Onze-Lieve-Vrouw-Hemelvaartkerk (Église Notre-Dame de l'Assomption) is een classicistisch bouwwerk van 1786-1790.
- Het Château Deprez is een neoclassicistisch bouwwerk van begin 19e eeuw, gelegen in het centrum van het dorp.

## Natuur en landschap
De hoogte aan de kerk bedraagt 95 meter.

## Nabijgelegen kernen
Gottechain, Archennes, Pécrot, Hamme
Deelgemeenten: Biez · Bossut-Gottechain · Eerken · Graven · Nethen

Overige dorpen en gehuchten: Bossut · Cocrou · Doiceau · Gastuche · Gottechain · Hèze · Pécrot

Belgische gemeenten · Arrondissement Nijvel · Waals-Brabant · Wallonië